# Belvederer Allee 20

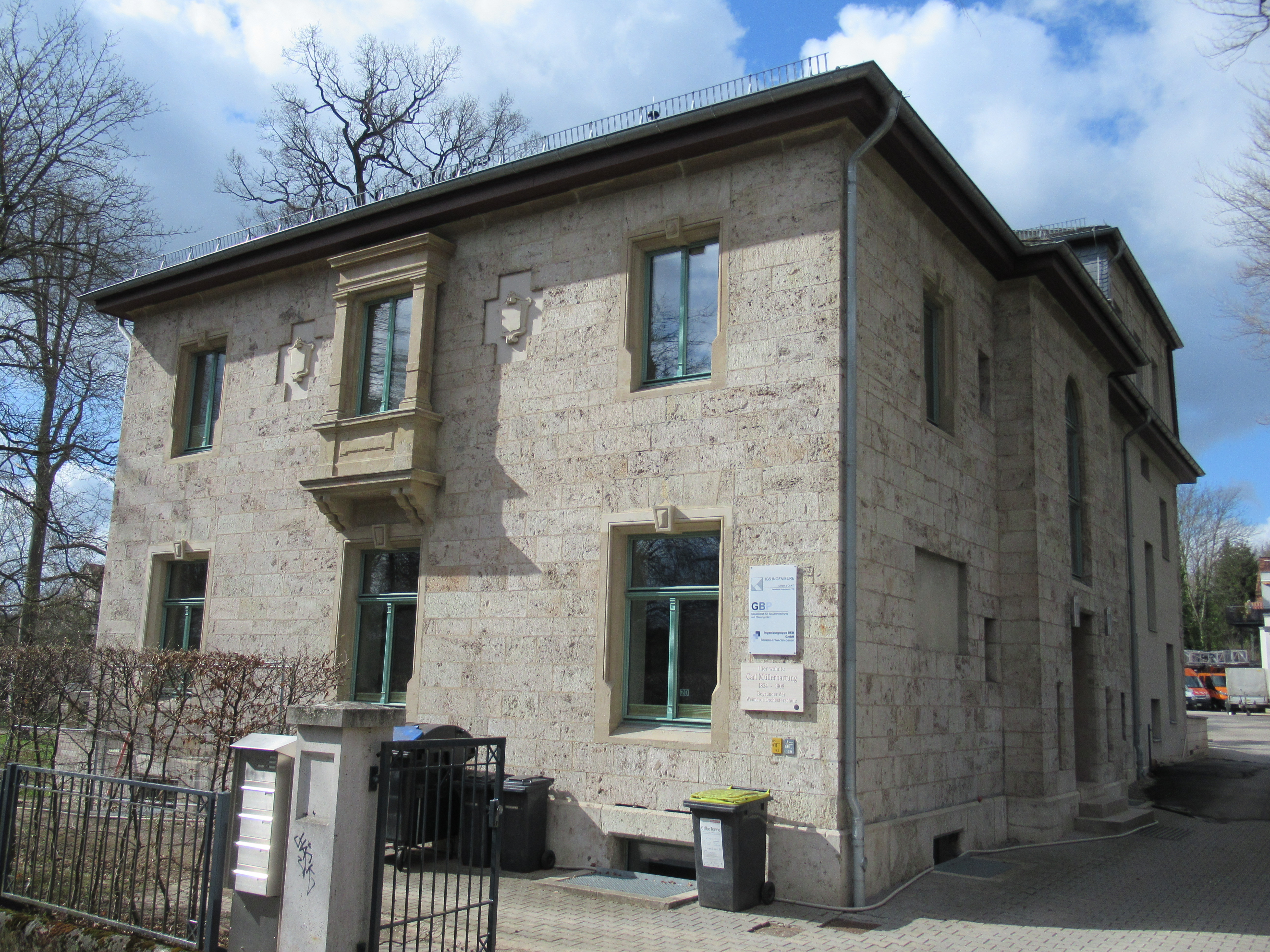
Belvederer Allee 20

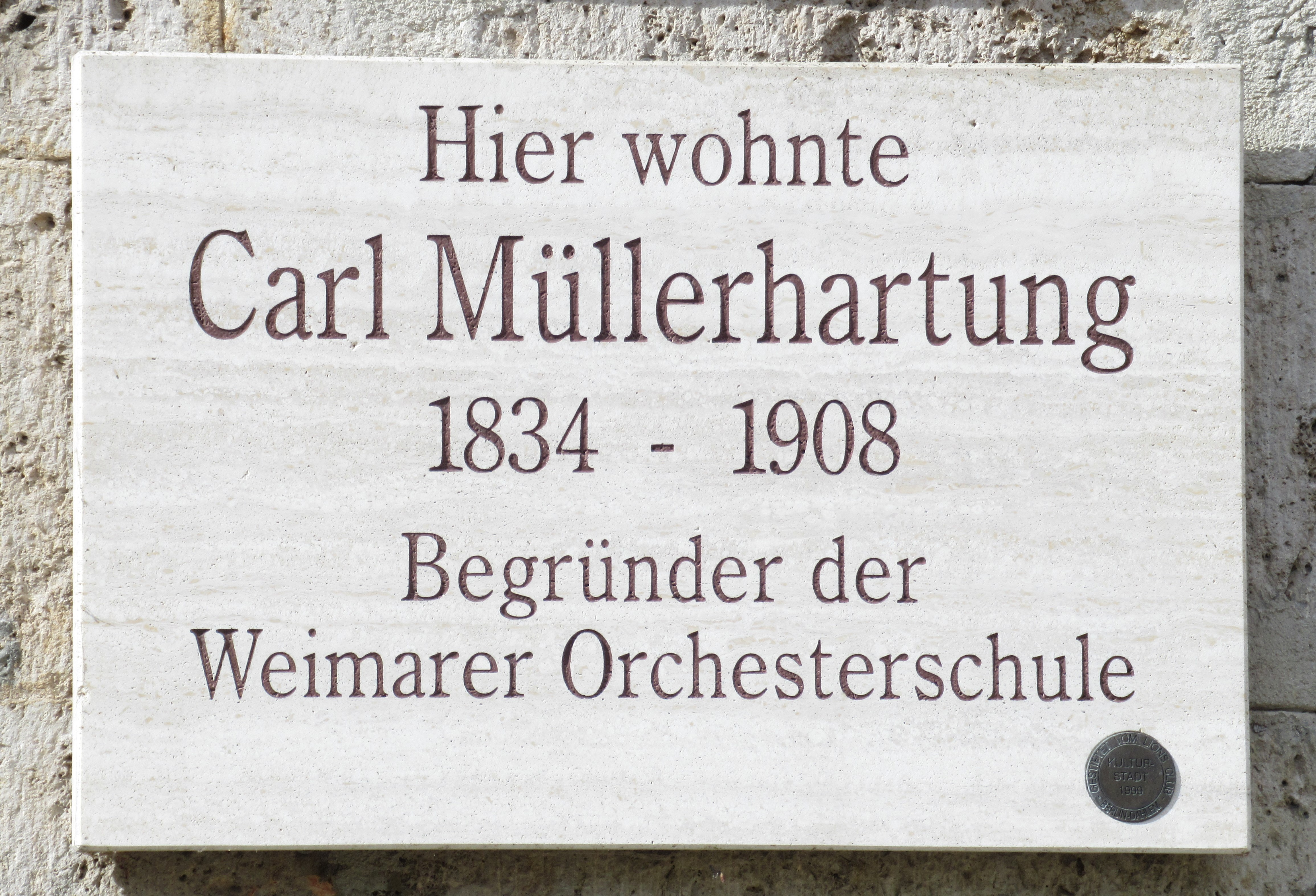
Gedenktafel für Carl Müllerhartung

Das Haus Belvederer Allee 20 ist eine zweigeschossige Villa im Stile der Neorenaissance in Weimar.
Sie wurde aus Travertingestein errichtet. Die Fensterrahmen und der Erker sind aus Sandstein. Das Gestein stammte aus den einstigen Steinbrüchen an der Belvederer Allee. In der Villa wohnte der Komponist und Begründer der Weimarer Orchesterschule Carl Müllerhartung (1834–1908). An ihn erinnert an Ostseite des Gebäudes seit dem 27. Juni 1999 eine Gedenktafel. Ein weiterer Bewohner war der Schriftsteller Karl Linzen. Die Villa dient heute als Bürogebäude. Hier befindet sich heute die Seniorenzentrum gGmbH Weimar. Außerdem befindet sich hier die DRK Kreisverband Weimar e.V. Sozialstation-Verwaltung.